# Butz (Name)
Butz ist ein männlicher deutscher Vorname und ein Familienname.

## Namensträger

### Vorname
- Butz Ulrich Buse (* 1963), deutscher Schauspieler und Drehbuchautor
- Butz Combrinck (* 1981), deutscher Synchronsprecher
- Butz Peters (* 1958), deutscher Rechtsanwalt, Moderator, Journalist und Autor

### Familienname
- Albert Butz (1849–1904), schweizerisch-US-amerikanischer Erfinder und Geschäftsmann
- Andreas Butz (Orgelbauer) († 1657), deutscher Orgelbauer
- Andreas Butz (Trainer) (* 1965), deutscher Lauftrainer und Autor
- Andreas Butz (Informatiker) (* 1967), deutscher Informatiker und Hochschullehrer
- Arthur Butz (* 1933), US-amerikanischer Elektroingenieur und Dozent, Holocaustleugner
- Caspar Butz (1825–1885), deutsch-US-amerikanischer Buchhändler, Schriftsteller und Politiker
- Christian Samuel Butz (um 1699–1775), sächsischer Bergmeister und Berggeschworener
- Dave Butz (1950–2022), US-amerikanischer American-Football-Spieler
- Denis Butz (* 1989), deutscher American-Football-Spieler
- Earl Butz (1909–2008), US-amerikanischer Politiker
- Eva-Maria Butz (* 1969), deutsche Historikerin
- Fritz Butz (1909–1989), deutsch-schweizerischer Filmarchitekt, Bühnen- und Kostümbildner sowie Illustrator
- Hans Butz (1890–1970), deutscher Tierzuchtwissenschaftler
- Hans-Günter Butz (1939–2007), deutscher Bobsportler
- Heinz Butz (1925–2022), deutscher Maler und Zeichner
- Johann Mathias Butz von Rolsberg (1712–1803), österreichischer Politiker
- Josef Butz (1891–1989), deutscher Musikverleger, Komponist und Musikwissenschaftler
- Martina Butz-Kofer (* 1958), deutsche Filmeditorin
- Michael Butz (* 1965), deutscher Fußballspieler
- Michael-Andreas Butz (* 1948), deutscher Politiker (CDU), Staatssekretär im Senat von Berlin
- Norbert Leo Butz (* 1967), US-amerikanischer Schauspieler
- Otto Butz (1876–1958), deutscher Tierzuchtwissenschaftler
- Philip Butz (* 1988), deutscher Schauspieler
- Sebastian Butz (* 1988), deutscher Sozialpsychologe und ehemaliger Schauspieler
- Stefan Butz (* 1962), deutscher Fußballspieler
- Steffen Butz (* 1964), deutscher Cartoonist
- Ulrike Butz (1954–2000), deutsche Schauspielerin und Fotomodell
- Wilhelm Butz (Unternehmer, 1836) (1836–1903), deutscher Unternehmer
- Wilhelm Butz (Unternehmer, 1872) (1872–1939), deutscher Unternehmer
- Wilhelm Butz (Artist) (1918–1978), deutscher Artist